# Rue Albert de Latour
Pour les articles homonymes, voir de Latour.
La rue Albert de Latour (en néerlandais : Albert de Latourstraat) est une rue bruxelloise de la commune de Schaerbeek qui va de la rue de la Consolation à l'avenue Dailly en passant par la rue Van Hammée.
La rue porte le nom du conseiller communal (1855-1858) schaerbeekois catholique et industriel (établissements Vandenbrande) Albert Delatour, né à Bruxelles le 8 septembre 1812 et décédé à Bruxelles le 12 septembre 1882. Il fonda l'Hospice Albert de la Tour.

## Adresses notables

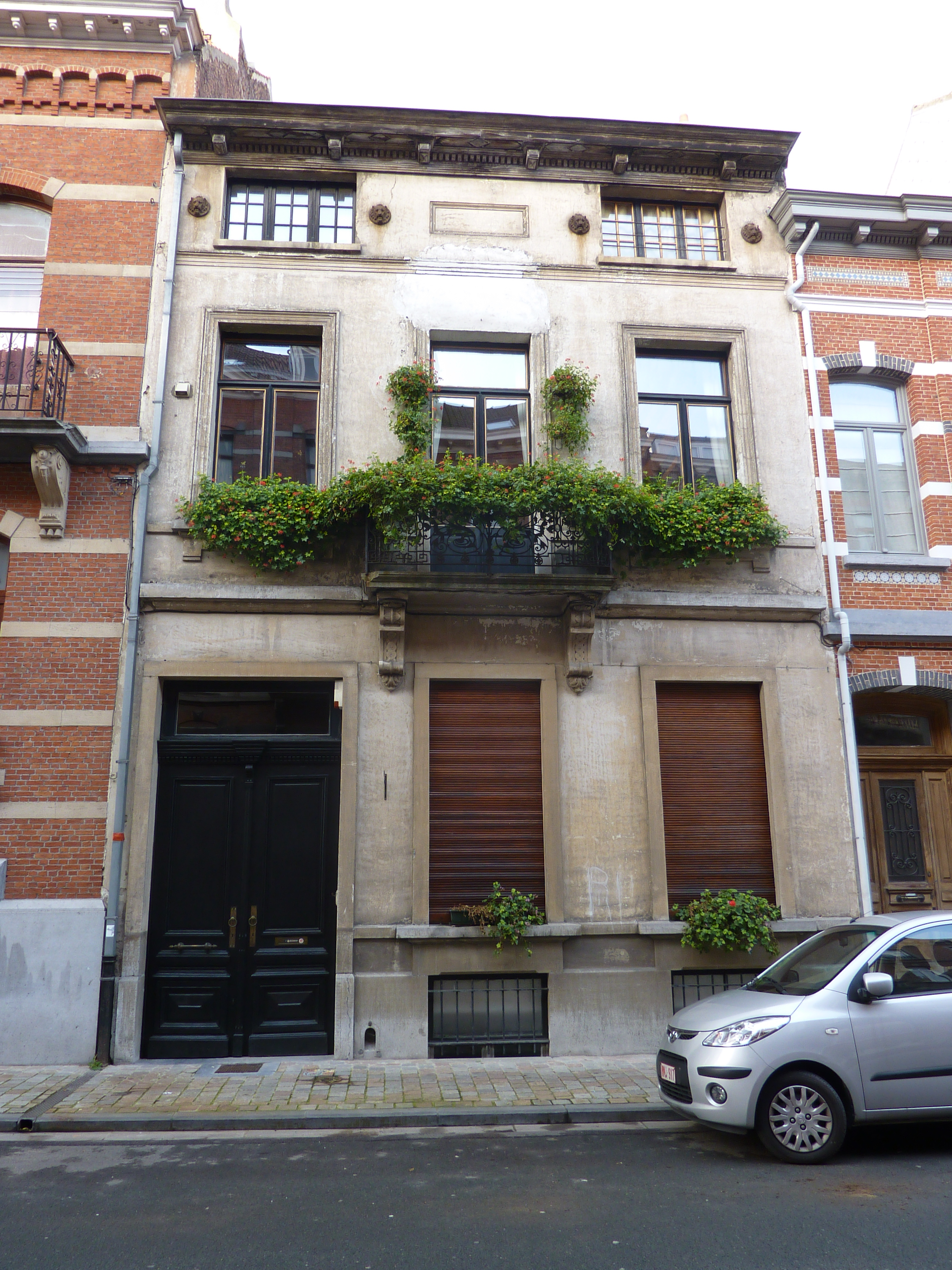
Rue Albert de Latour no 30

- no 30 : Ancien atelier des artistes Constantin Meunier, Georges-Marie Baltus et Léon Mignon, maison classée par arrêté royal le 18 décembre 1997
- no 75 : Œuvre nationale des aveugles (ONA)